# Gilles Perrault
Gilles Perrault (en realitat Jacques Peyroles; París, 9 de març de 1931 - Sainte-Marie-du-Mont, 3 d'agost de 2023) fou un autor i periodista francès.

## Biografia
Va estudiar a l'Institut d'Etudes politiques a París i va treballar com a advocat durant cinc anys.
Després de l'èxit que té el seu assaig Les Parachutistes, inspirat pel seu servei militar a Algèria, es fa periodista amb reportatges sobre l'Índia de Nehru, els Jocs Olímpics de Tòquio de 1964 i els problemes dels afroamericans en els Estats Units. Després va realitzar recerques sobre aspectes poc coneguts de la Segona Guerra Mundial.
Amb Le Secret du Jour J (1964) guanya un premi del Comitè d'action de la Résistance i es ven bé internacionalment. L'Orchestre Rouge (1967) té encara més èxit. El 1969 Perrault publica una novel·la, Le Dossier 51. El 1978 publica Le Pull-over rouge, una enquesta sobre l'afer Christian Ranucci sobre la culpabilitat del qual n'expressa dubtes. El 1990 va ser condemnat, després d'una denúncia per difamació presentada pels agents de policia que van realitzar la investigació, a pagar 40.000 francs en concepte de danys a cada reclamant, sentència confirmada per la Cort de Cassació i augmentada fins 70.000 francs per policia difamat. En 2008 torna a ser condemnat per difamar la policia en els seus escrits sobre el cas Ranucci (incloses en el seu tercer llibre sobre el cas, L'Ombre de Christian Ranucci, publicat en 2006) a pagar 5.000 euros a cadascun dels quatre policies difamats., sentència confirmada en apel·lació en 2009 i augmentada fins a 10.000 euros per cada reclamant.
El 1980 va crear la sèrie de TV Julien Fontanes, magistrat amb Jean Cosmos. El 1991 va publicar El nostre amic el rei, en el qual descriu el règim de terror, les tortures i les desaparicions al Marroc de Hassan II. El llibre va ser objecte d'una gran polèmica atès que fins llavors a França se solia transmetre una imatge positiva del rei del Marroc, principal aliat en el món àrab (d'aquí el títol del llibre). El Marroc va emprendre infructuoses accions judicials per impedir la publicació i la difusió de l'obra, que òbviament va ser objecte d'una fulminant censura al Marroc, on malgrat tot va circular. A la revolada generada per aquesta obra, que desvetllava davant el gran públic l'existència de presons secretes, centres de tortures i centenars de detinguts desapareguts, es va afegir aquest mateix any un informe d'Amnistia Internacional sobre desaparicions. La pressió que tots dos documents van exercir sobre la classe política francesa, nord-americana i d'altres països aliats del règim de Hassan II es va traduir en l'alliberament de centenars de detinguts desapareguts supervivents i el tancament de les presons secretes, donant fi així a l'època de la història marroquina coneguda com a anys de plom. El 1992 va participar com a testimoni de la defensa en el judici a França del militant d'ETA José Javier Zabaleta Elósegui, Baldo.
El seu llibre Le Garçon aux yeux gris va ser adaptat per André Téchiné per a la pel·lícula Les Égarés.

## Obres
- Jamais deux sans trois (1956)
- Trois as (1957)
- Les Aventures du pétrole (1957)
  - I. Le Sahara brûle 
  - II. Ballade au soleil
  - III. La Bombe
- C'était le bon temps (1957)
- La Main rouge (1960)
- Le Faux Frère (1960)
- La Grande Soif (1960)
- Si tu vas à Cuba (1960)
- Dynamite (1961) ; réédition signée Gilles Perrault a J'ai lu, n. 49, 1966
- Furie (1961)
- Les Parachutistes (1961, Seuil ; 1997, Arléa ; 2006, Fayard)
- Casanova. Textes choisis dans les Mémoires (1963, J'ai Lu)
- Le Livre noir du capitalisme (1998, Le Temps des Cerises)
- Le Secret du jour J (1964, Fayard ; J'ai lu n°A134/135)
- L'Orchestre rouge (1964; 1989, Fayard), adaptada al cinéma per Jacques Rouffio el 1989
- Le Dossier 51 (1969, Fayard), adaptada al cinéma per Michel Deville el 1978
- Du service secret au gouvernement invisible (1970, Paris: Le Pavillon)
- L'Erreur (1971, Fayard)
- Le Grand Jour 6 juin 1944 (1974, J.C. Lattès; 1994)
- La Longue Traque (1975, J.C. Lattès; Livre de Poche)
- Le Pull-over rouge (1978, Ramsay ; 1980, Le Livre de poche ; 1994, Fayard), adapté au cinéma par Michel Drach el 1979
- Les Gens d'ici (1981, Ramsay)
- Un homme à part (1984, Barrault)
- Taupes rouges contre S.S. (1986, Paris: Messidor)
- Le Dérapage (1987, Mercure de France ; 1989, Folio)
- Paris sous l'Occupation (1987, Belfond) (photos)
- Notre ami le roi (1990, Gallimard ; 1992, Folio)
- Le Secret du Roi (1992-1996)
  - 1. La Passion polonaise (1992, Fayard ; Livre de Poche)
  - 2. L'Ombre de la Bastille (1993, Fayard)
  - 3. La Revanche américaine (1996, Fayard)
- Les Sanglots longs (1995, Fayard)
- Christian Ranucci: vingt ans après (1995, Julliard) (avec Héloïse Mathon, Jean-François Le Forsonney, Daniel Soulez Larivière, Jean-Denis Bredin)
- Souvenirs (1995-2008)
  - 1. Les Jardins de l'Observatoire (1995, Fayard ; 1996, Le Livre de poche)
  - 2. Go ! (2002, Fayard)
  - 3. Checkpoint Charlie (2008, Fayard)
- Le Goût du secret. Entretien avec Jean-Maurice de Montremy (1997, Arléa)
- Lettres aux deux juges françaises décorées de la Cruz de Honor de la Orden de San Raimundo de Peñafort (1999, Fayard)
- La Maison (2001-2004)
  - 1. Le Garçon aux yeux gris (2001, Fayard), adaptada al cinema per André Téchiné amb el títol Les Égarés en 2003
  - 2. L'Homme au bout du rouleau (2004, Fayard ; Le Livre de poche)
  - 3. La Jeune Femme triste (2004, Fayard)
- Les Vacances de l'Oberleutnant von La Rochelle (2002, Fayard)
- Le Soldat perdu (2003, Agnès Viennot)
- Le Déshonneur de Valéry Giscard d'Estaing (2004, Fayard)
- L'Ombre de Christian Ranucci (2006, Fayard)
- Les Deux Français… et d'autres récits (2010, Fayard) ISBN 978-2-213-65516-1
- Dictionnaire amoureux de la Résistance (2014, Plon/Fayard)
- Grand-père (2016, Le Seuil)

### Comte signat com a Sidney Vania
- Baroud d'honneur (1958, Fleuve Noir)